# Marcin Wieluński
Marcin Wieluński (ur. 27 marca 1996) – polski koszykarz występujący na pozycjach rozgrywającego lub rzucającego obrońcy, od 2023 zawodnik Legii Warszawa.
W sierpniu 2017 dołączył do I-ligowego KK Warszawa. We wrześniu podczas jednego ze sparingów, z Notecią Inowrocław zderzył się z innym zawodnikiem i doznał kontuzji zerwania więzadła krzyżowego przedniego w lewym kolanie, która to wyeliminowała go z gry na cały sezon 2017/2018. Cały wcześniejszy sezon 2016/2017 spędził na rehabilitacji z powodu tej samej kontuzji.
26 lipca 2023 został zawodnikiem Legii Warszawa.

## Osiągnięcia
Stan na 18 lutego 2024.

### Drużynowe
Seniorskie
- Zdobywca Pucharu Polski (2024)[3]

Młodzieżowe
- Mistrz Polski juniorów starszych (2016)[1]

### Indywidualne
- MVP mistrzostw Polski juniorów starszych (2016)[1]